# Fobos-Grunt

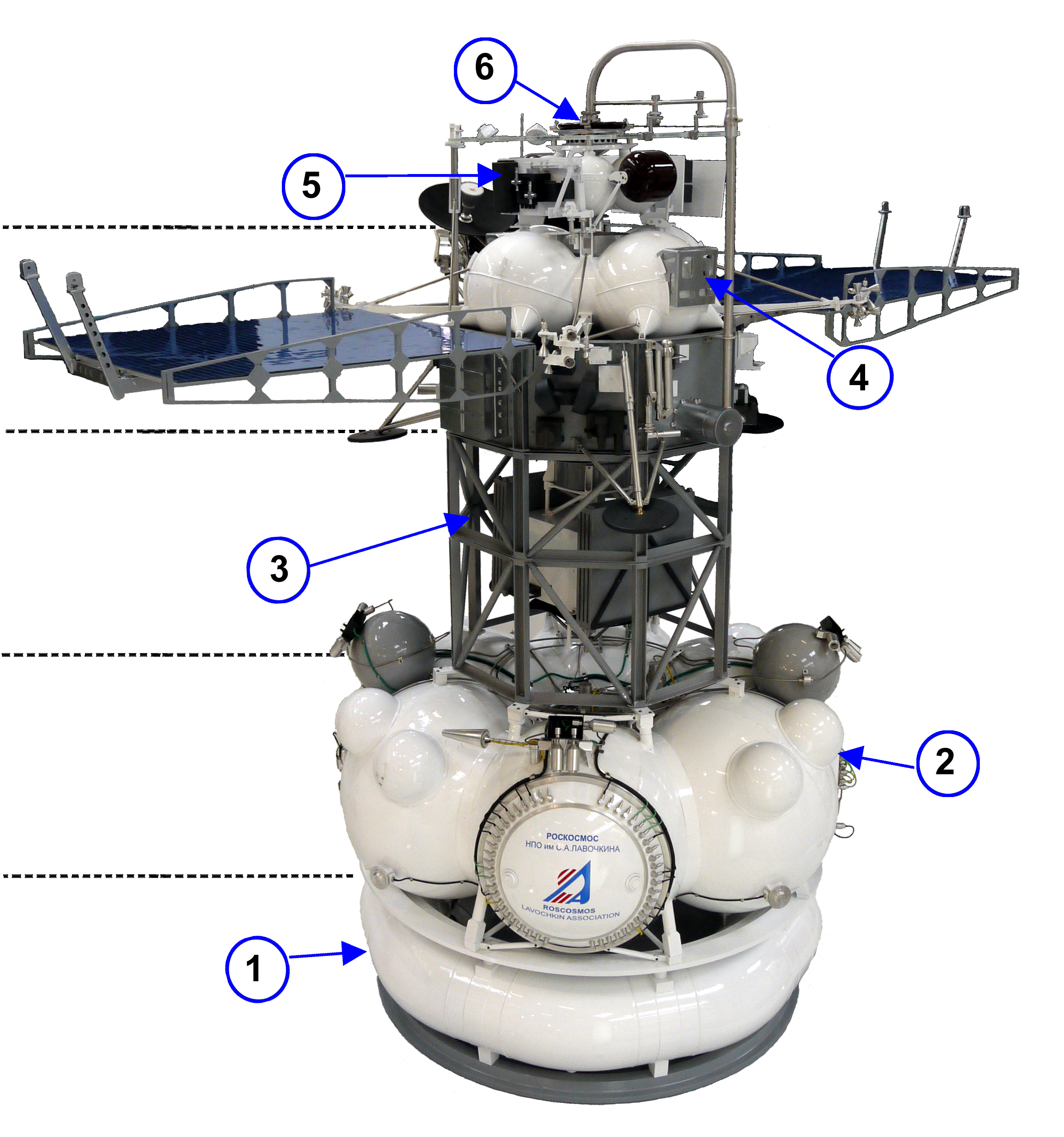
Elementy składowe sondy Fobos-Grunt:
1 – Zbiornik zewnętrzny
2 – Człon napędowy (MDU)
3 – Sonda Yinghuo-1
4 – Moduł przelotowy (PM)
5 – Człon powrotny (WA)
6 – Kapsuła powrotna (SA)

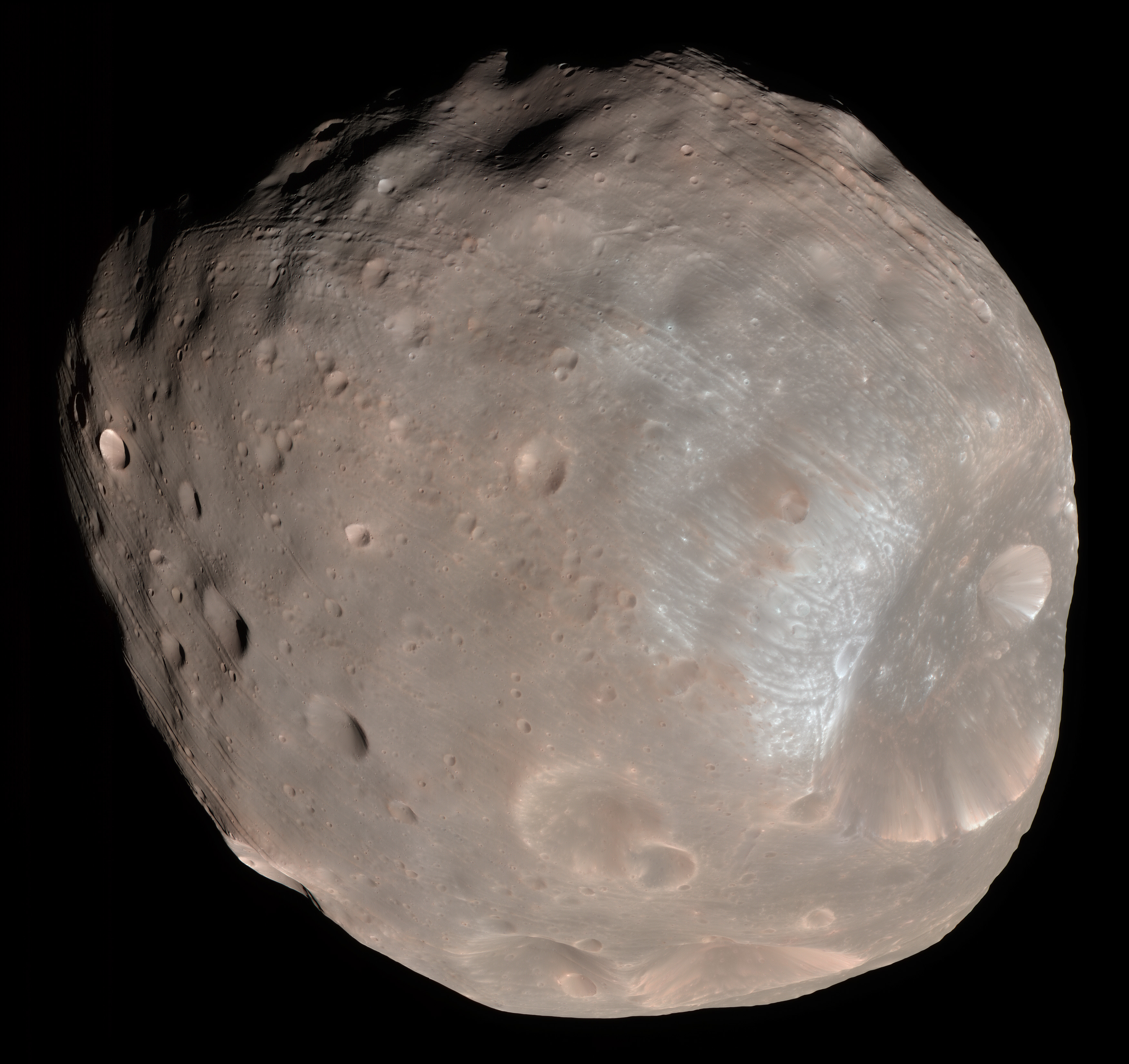
Cel misji sondy Fobos-Grunt

Fobos-Grunt (ros. Фобос-Грунт) – rosyjska sonda kosmiczna przygotowana przez agencję Roskosmos. Zadaniem misji było lądowanie na powierzchni Fobosa, większego z dwóch księżyców Marsa, w celu pobrania próbek gruntu i dostarczenia ich na Ziemię. Fobos-Grunt miał też przetransportować na orbitę wokółmarsjańską chińską sondę Yinghuo-1. Z powodu awarii po starcie sonda pozostała na niskiej orbicie wokółziemskiej i  w dniu 15 stycznia 2012 roku spłonęła w atmosferze Ziemi.

## Cele naukowe misji
- Zbadanie fizycznej i chemicznej charakterystyki materii Fobosa.
- Zbadanie specyficznych własności ruchów orbitalnego i własnego Fobosa.
- Analiza dostarczonej na Ziemię materii Fobosa w warunkach laboratoryjnych.
- Przeprowadzenie badań Fobosa przy użyciu lądownika.
- Przeprowadzenie badań Fobosa i otaczającej przestrzeni przy użyciu orbitera.
- Zbadanie warunków fizycznych środowiska okołoplanetarnego w pobliżu Marsa.
- Zbadanie pochodzenia księżyców Marsa.
- Monitorowanie sezonowych zmian klimatycznych w atmosferze i na powierzchni Marsa.
- Zbadanie wielkoskalowych procesów dynamicznych na powierzchni i w atmosferze Marsa[2].

## Planowany przebieg misji
- listopad 2011 – start z kosmodromu Bajkonur
- listopad 2011 – wrzesień 2012 – przeprowadzenie manewrów korekcyjnych trajektorii:
  - podczas pierwszych 10 dni od startu
  - 80 dni przed przybyciem na orbitę Marsa
  - 14 dni przed przybyciem na orbitę Marsa
- 9 października 2012 – manewr wejścia na orbitę wokółmarsjańską
  - orbita pierwotna o parametrach 800 km × 80 000 km
  - manewry korekcyjne orbity
  - oddzielenie sondy Yinghuo-1
  - podwyższenie perycentrum do około 10 000 km
- styczeń 2013 – obniżenie apocentrum do około 10 000 km
  - obserwacje Fobosa
- 9 lutego 2013 – wejście na orbitę kwazisynchroniczną z Fobosem
  - zbliżenie do Fobosa (pozostawanie w odległości poniżej 60 km)
- luty 2013 – lądowanie na powierzchni Fobosa
- luty – marzec 2013 – start z powierzchni Fobosa
- luty – marzec 2013 – wejście na trajektorię powrotną na Ziemię
- sierpień 2014 – lądowanie kapsuły powrotnej na Ziemi[3]

Wśród urządzeń sondy znalazł się CHOMIK, polski penetrator geologiczny, jego zadaniem było wgryzienie się w powierzchnię księżyca oraz pobranie próbek jego gruntu. Pobrany materiał, umieszczony w specjalnym pojemniku, miał trafić na Ziemię we wnętrzu rosyjskiej kapsuły powrotnej. Gdyby to się udało byłby to pierwszy drobny fragment księżyca innej planety na Ziemi. Polski penetrator geologiczny powstał w Laboratorium Mechatroniki i Robotyki Satelitarnej Centrum Badań Kosmicznych PAN. Ponadto, do realizacji cumowania sondy na powierzchni Fobosa skonstruowano specyficzny, dalmierz laserowy, wykorzystujący unikalne polskie, modulatory ciekłokrystaliczne, w całości opracowane i wykonane w Instytucie Fizyki Techniczne Wojskowej Akademii Technicznej.

## Rzeczywisty przebieg misji
Pierwotnie misja Fobos-Grunt miała się rozpocząć już w 2007 roku. Po trwającej pół roku podróży sonda miała wejść na orbitę wokółmarsjańską. Samo lądowanie na Fobosie było przewidziane na początek 2013 roku na niewidocznej z Marsa stronie księżyca. Miesiąc później w stronę Ziemi miał wystartować moduł powrotny z kapsułą zawierającą próbkę gruntu księżyca. Lądowanie kapsuły powrotnej o masie ok. 11 kg było przewidziane w Kazachstanie w połowie 2014 roku.
Sam lądownik sondy Fobos-Grunt miał pozostać na Fobosie by dalej prowadzić badania powierzchni Marsa, jej zapylenia oraz pola magnetycznego, a także dynamiki zmian atmosferycznych i sezonowych zmian klimatu Marsa.
8 listopada 2011 roku nastąpił start sondy z kosmodromu Bajkonur.
Po odłączeniu od drugiego stopnia rakiety nośnej Zenit-2SB, które nastąpiło 11 minut po starcie, sonda weszła na okołoziemską orbitę parkingową o parametrach 206 km × 341 km × 51,4°. Pod koniec pierwszej orbity Fobos-Grunt przesłał do stacji naziemnej telemetrię potwierdzającą rozłożenie paneli ogniw słonecznych i prawidłowy stan urządzeń pokładowych. Następnie sonda miała wykonać wcześniej zaprogramowaną sekwencję dwukrotnego odpalenia silnika członu napędowego, co wprowadziłoby ją na trajektorię prowadzącą do Marsa. Fobos-Grunt nie wykonał jednak żadnego z tych manewrów, nie nawiązał ponownie łączności i nie odpowiadał na przekazywane do niego komendy. Dopiero 22 i 23 listopada stacja śledzenia lotu satelitów w australijskim Perth (należąca do Europejskiej Agencji Kosmicznej (ESA)) odebrała sygnały z nadajnika sondy. Kolejne próby odbioru telemetrii oraz wysłania komend przywracających kontrolę nad sondą zakończyły się niepowodzeniem. 2 grudnia ESA zakomunikowała decyzję o rezygnacji z dalszych prób nawiązania kontaktu z sondą.
Z powodu rosnącego oporu atmosferycznego, 15 stycznia 2012 roku ok. godz. 17:45 UTC sonda weszła w gęste warstwy atmosfery i spłonęła nad południowym Pacyfikiem, ok. 1250 km na zachód od wyspy Wellington.
Całkowity koszt misji Fobos-Grunt szacowany jest na ok. 5 mld rubli (ok. 165 mln USD).

## Przyczyny awarii
3 lutego 2012 r. Roskosmos ogłosił główne wnioski komisji powołanej do zbadania przyczyny awarii sondy Fobos-Grunt. Potwierdzono, że podczas pierwszych dwóch orbit lot sondy przebiegał zgodnie z planem. Następnie w wyniku sytuacji awaryjnej sonda przerwała program lotu i przeszła w stan awaryjny, w którym utrzymywała stałą orientację w stosunku do Słońca i oczekiwała na komendy z Ziemi w paśmie X. Konstrukcja sondy umożliwiała jednak łączność w tym paśmie dopiero po opuszczeniu orbity wokółziemskiej, w fazie przelotu do Marsa. Po 24 listopada włączony na stałe nadajnik doprowadził do zachwiania bilansu energii na pokładzie sondy. Do 29 listopada zostały wyczerpane baterie pokładowe i awaryjna bateria chemiczna, co spowodowało utratę kontroli nad orientacją sondy.
Przyczyną awarii był jednoczesny restart dwóch procesorów komputera CWM22 pokładowego systemu obliczeniowego BWK. Za najbardziej prawdopodobną przyczynę restartu procesorów komisja uznała wpływ ciężkich jonów promieniowania kosmicznego, które podczas drugiej orbity lotu spowodowały błędy w modułach pamięci RAM komputera.